# Psenes maculatus
Psenes maculatus is een straalvinnige vissensoort uit de familie van kwallenvissen (Nomeidae). De wetenschappelijke naam van de soort werd in 1880 gepubliceerd door Christian Frederik Lütken.